# 5. Luftwaffen-Felddivision
Die 5. Luftwaffen-Felddivision war ein militärischer Verband der Wehrmacht während des Zweiten Weltkrieges. 

## Geschichte

### Aufstellung
Sie wurde im  September 1942 unter dem Kommando des XIII. Fliegerkorps aus überschüssigem Personal der Luftwaffe auf dem Truppenübungsplatz Groß Born in Pommern aufgestellt. 
Die Division umfasste vier Infanteriebataillone, ein Bataillon Feldartillerie, eine Kompanie Sturmgeschütze sowie Pionier-, Signal- und Versorgungseinheiten. 

### Verlegung an die Ostfront
Sie kam von Dezember 1942 bis Mai 1944 am südlichen Abschnitt der deutsch-sowjetischen Front zum Einsatz, wo sie im Kaukasus eingesetzt wurde. Angesichts des sowjetischen Vormarsches zog sie sich bald zurück.

### Kuban-Brückenkopf
Von Februar bis April 1943 an den Kämpfen um den Kuban-Brückenkopf beteiligt. Im darauf folgenden Monat wurde sie auf die Krim evakuiert. 

### Panther-Stellung
Im September 1943 wurde die Division nach Melitopol an die Panther-Wotan-Linie verlegt. Während der sowjetischen Schlacht am Dnjepr erlitt sie große Verluste.

## 5. Felddivision (L)

### Aufstellung durch Umbenennung
Am 1. November 1943 wurde die Verantwortung für die Reste der Division auf das Heer übertragen und wurde in 5. Feld Division (L) umbenannt. 

### Verlegung zur Umgliederung und Auffrischung
Sie wurde zur Umstrukturierung und Umrüstung nach Rumänien verlegt. Ihre Infanteriestärke war zu diesem Zeitpunkt auf zwei Bataillone reduziert. 

### Verlegung zur 3. rumänischen Armee
Sie kehrte an die Ostfront zurück und wurde der Dritten Rumänischen Armee unterstellt. 

### Vernichtung
Nachdem sie während der Kämpfe der Odessa-Offensive der Roten Armee im Bereich der Südukraine fast vollständig aufgerieben worden war, wurde die Division im Mai 1944 in Bessarabien schließlich aufgelöst. 

### Verwendung der Reste der Division
Ihr Rest-Personal wurde auf die 76. Infanterie-Division, 320. Infanterie-Division und 335. Infanterie-Division verteilt.

## Kommandeure
- Generalmajor Hans-Joachim von Armin (Oktober–November 1942)
- Oberst Hans-Bruno Schulz-Heym (Dezember 1942 – November 1943)
- Generalmajor Both von Huelsen (März–Juni 1944)